# Museum of Science and Industry
Het Museum of Science and Industry (MSI) is een Amerikaans museum in Chicago.
Het veelomvattende museum voor wetenschap en technologie werd in 1933 geopend in het voormalige Palace of Fine Arts. Dit witgepleisterde gebouw werd ontworpen door architect Daniel Burnham voor de wereldtentoonstelling van 1893: de World's Columbian Exposition.
Tegenwoordig genieten mensen van alle leeftijden van de meer dan 2000 tentoonstellingen.
De nieuwe ingang staat los van het hoofdgebouw. Bezoekers dalen af naar de grote ondergrondse ontvangstruimtes en gaan vandaar via roltrappen naar de expositiezalen. De ruimtes met multimedia-shows en hightech middelen liggen verdeeld over 4 verdiepingen. Een systeem met kleurcodes vergemakkelijkt het vinden van de gewenste afdeling.

## Hoogtepunten
- een kolenmijn

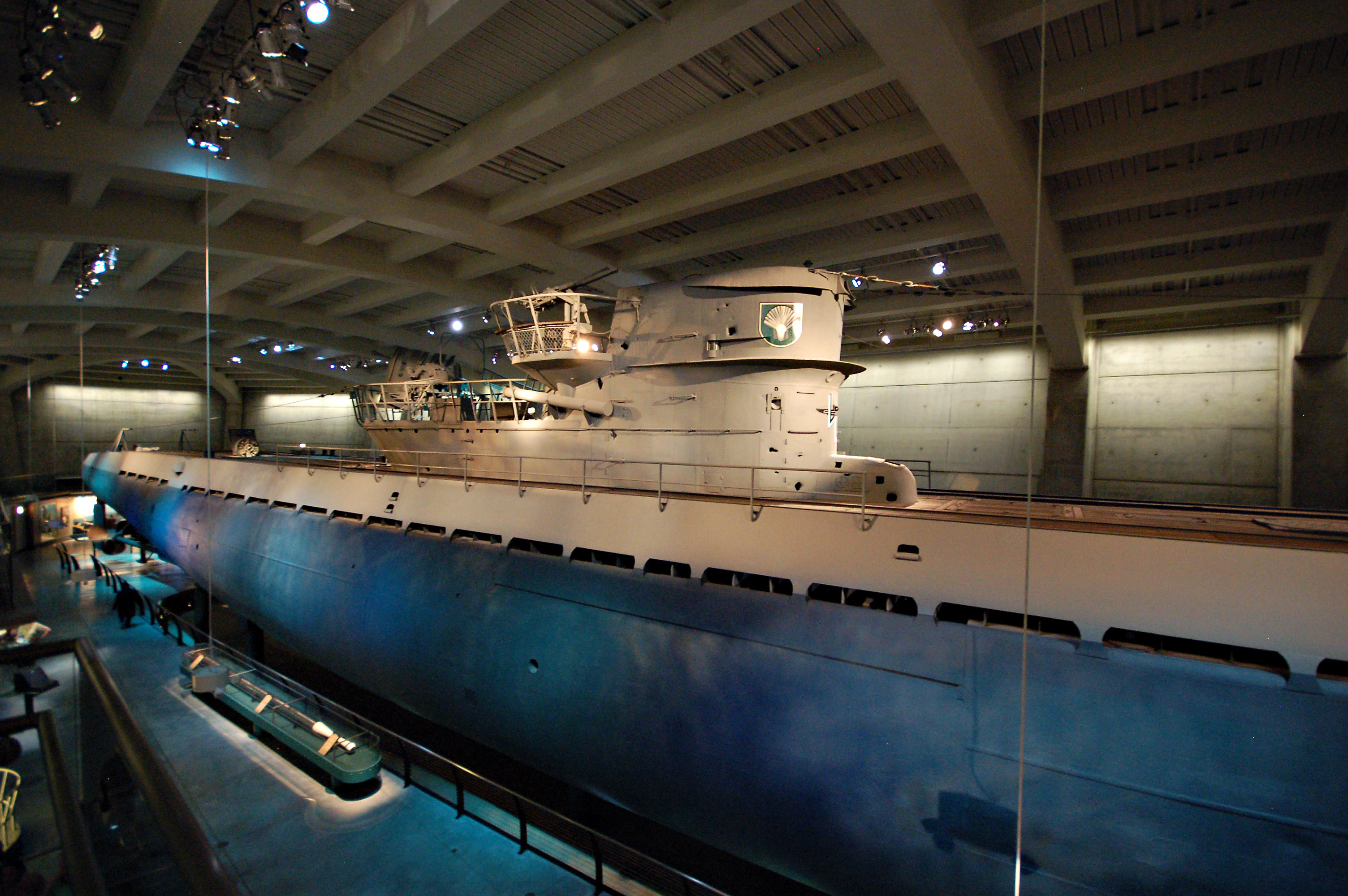
De onderzeeër U-505 uit de Tweede Wereldoorlog 21 augustus 2008

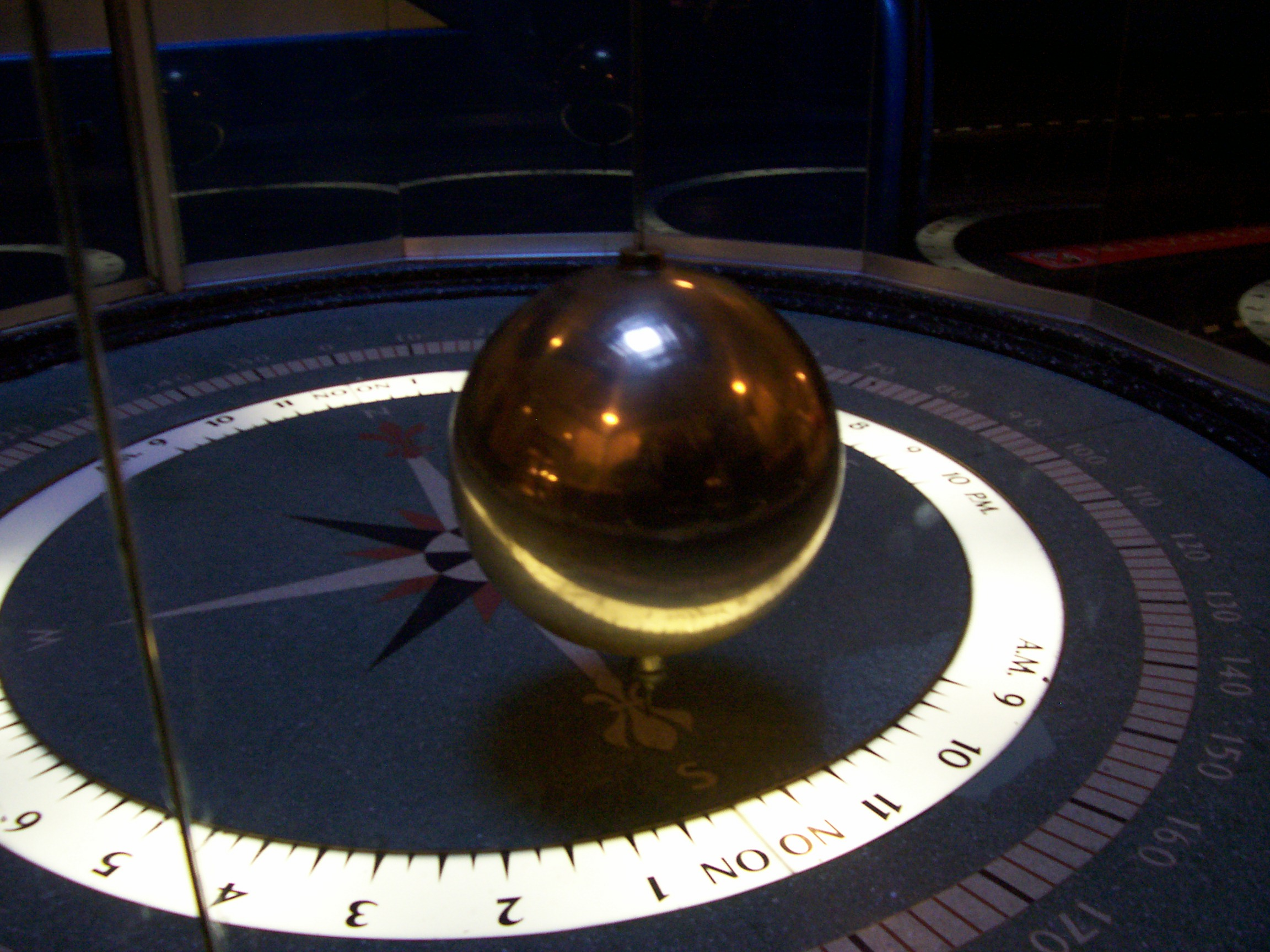
De slinger van Foucault

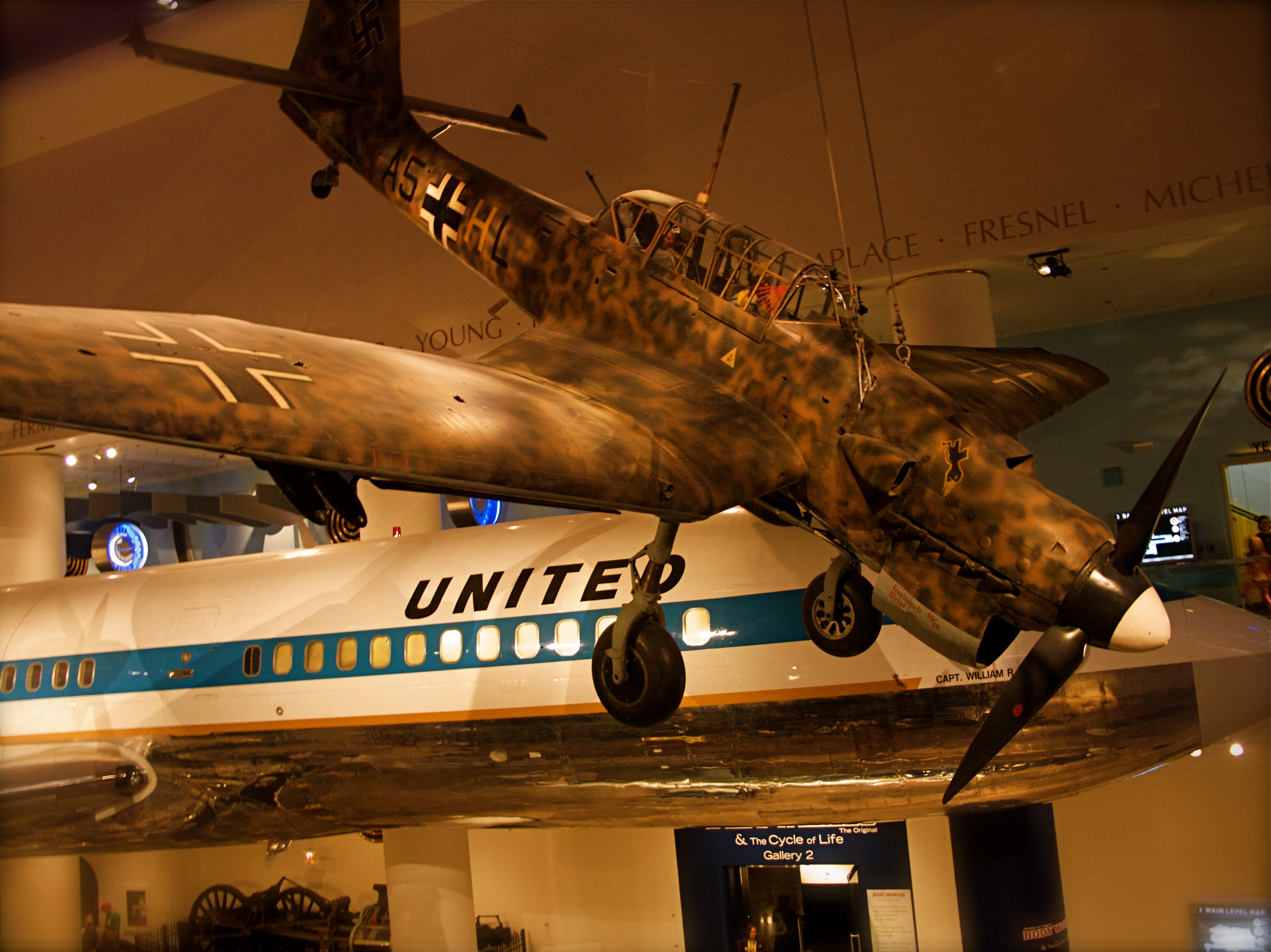
Junkers Ju 87 "Stuka"

- een Duitse onderzeeër (U-505) uit de Tweede Wereldoorlog
- 330 m² modelspoorbaan
- de eerste gestroomlijnde, roestvrijstalen passagierstrein met dieselmotor: de Pioneer Zephyr
- het Apollo 8 ruimtevaartuig dat de eerste mensen naar de maan vervoerde
- de slinger van Foucault
- een 5 meter hoge toegankelijke replica van het menselijk hart
- het sprookjeskasteel van filmster Colleen Moore: The Fairy Castle
- een Junkers Ju-87 Stuka; een van de twee nog intacte Stuka's ter wereld.

## Afdelingen
- Ruimtevaart
- Transport
- Het menselijk lichaam
- De boerderij
- Computerwetenschap
- Energie en leefmilieu
- Permanente exposities
- Tijdelijke exposities
- Andere ruimtes